# Efflorescence

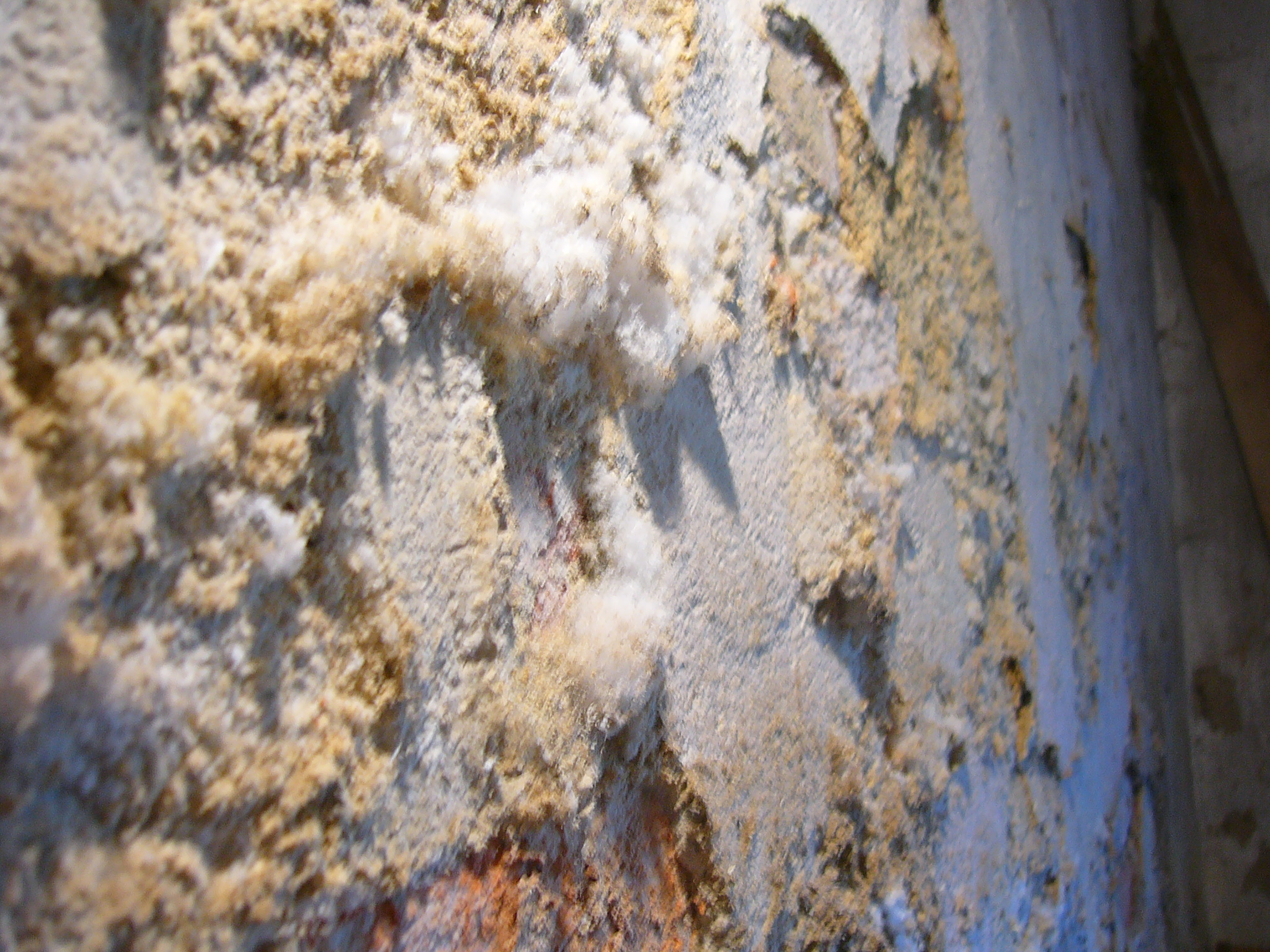
Efflorescence primaire. Ce n'est pas un problème structurel mais uniquement esthétique.

Ne doit pas être confondu avec efflorescence algale.
En chimie, l'efflorescence est la migration d'éléments minéraux à la surface d'un matériau poreux en formant un dépôt. Le processus implique la dissolution des sels dans l'eau ou d'un autre solvant éventuel et de leur transfert vers la surface par capillarité. Sous l'effet de l'évaporation, une couche saline, qui peut prendre des aspects variés, se crée à la surface de contact avec l'air. L'efflorescence se passe naturellement dans l'environnement, et dans des dispositifs artificiels. 
Le mot provient du latin efflorescens, participe présent du latin effloresco — signifiant « fleurir, s'épanouir », composé du préfixe latin ex-, du radical du verbe latin floreo et du suffixe inchoatif latin -esco.
- L'efflorescence primaire survient surtout lors de l'utilisation des matériaux de construction du fait de l'humidification du mur. Les sels résiduels contenus dans les ciments, mortiers ou bétons, non-utilisés par la réaction chimique, migrent vers la surface de contact et forment ces dépôts anhydres[3]. L’efflorescence primaire est immédiate et n’est pas généralement récurrente. Sur les matériaux de construction poreux, l'efflorescence primaire ne pose que des problèmes esthétiques de coloration, de dépôt, mais demeure toutefois un indice d'une certaine faiblesse structurelle interne (dégradation des composants, migration des éléments).
- L'efflorescence secondaire survient quand l'eau imprègne une zone déjà chargée en sel. Des éléments chimiques étrangers interagissent avec les mélanges de maçonnerie, en détériorent les qualités. Les composés dissous résultant de ces réactions chimiques migrent par capillarité vers les surfaces des matériaux et forment des dépôts ou des structures cristallines. L'efflorescence secondaire ne provient donc pas spécialement du ciment Portland, de la chaux ou d'un autre élément minéral du béton[3].

L'efflorescence est un des processus de cristallogenèse naturelle.

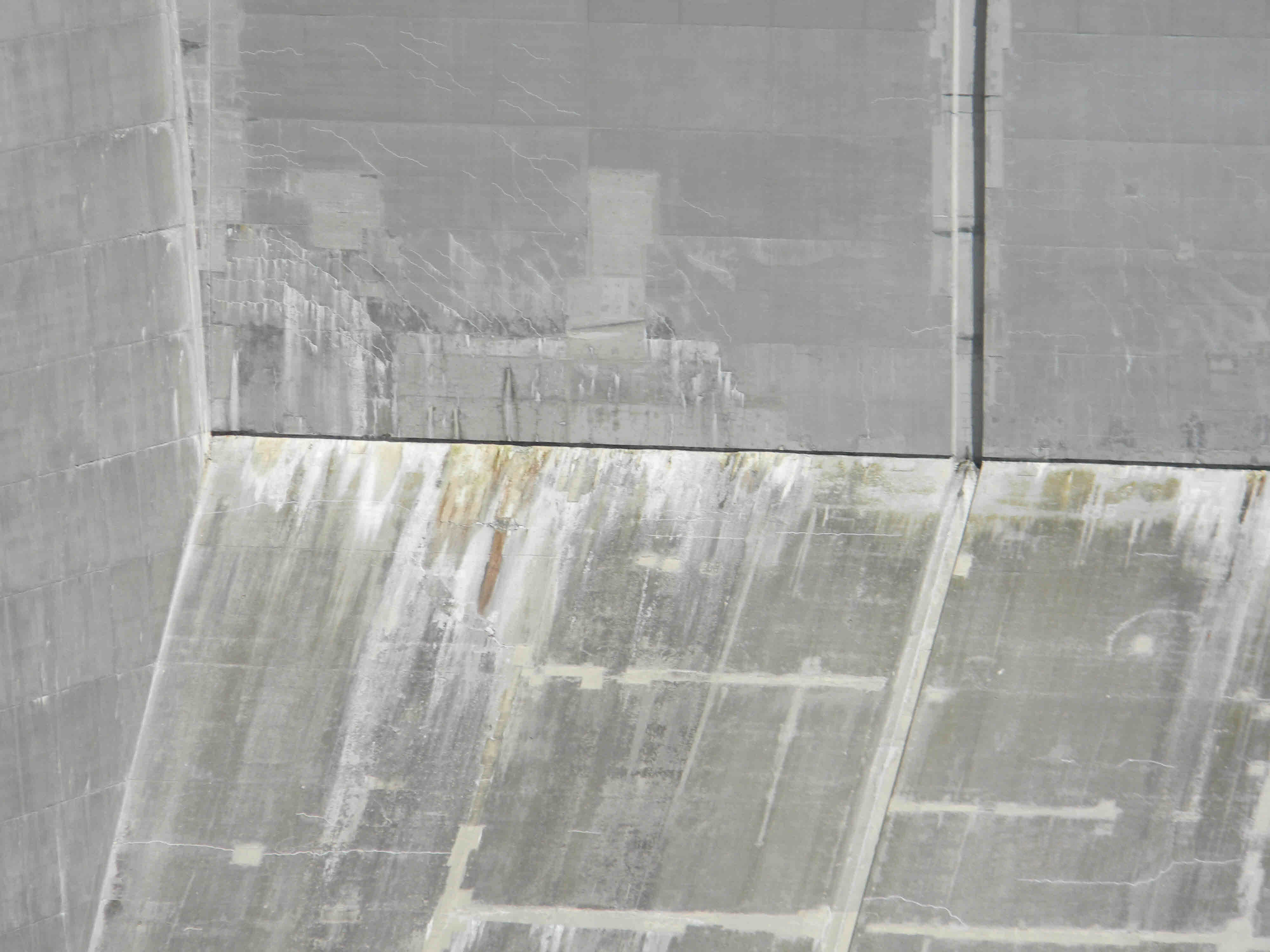
Efflorescence secondaire affectant la centrale hydroélectrique Robert Moses Niagara à Lewiston dans l'État de New York. Le béton est affaibli car une fraction se dissout.

## Exemples
1. Une gouttelette aqueuse de NaCl à concentration molaire de 5 cristallisera spontanément à une humidité relative de 45 % (et à 25 °C) pour former un cube de sel par le mécanisme de la nucléation homogène[4]. L'eau d'origine est libérée dans la phase gazeuse.
2. Le gypse (CaSO4·2H2O) est un hydrate solide qui sous une certaine hygrométrie va libérer ses molécules d'eau par évaporation et former de l'anhydrite (CaSO4).
3. Le sulfate de cuivre(II) (CuSO4·5H2O) ou vitriol bleu est un solide cristallin bleu qui, exposé à l'air, perd son eau lentement par sa surface et forme une couche blanche de sulfate de cuivre(II) anhydre.
4. L'hydrate de carbonate de sodium (décahydraté) (Na2CO3·10H2O) exposé à l'air perd son eau.

## Maçonnerie

### Efflorescence primaire
Celle-ci survient habituellement durant la phase initiale du traitement d'un produit à base de ciment. Dans les constructions maçonnées, particulièrement avec les briques, mais aussi avec certains mortiers coupe-feu, l'eau peut imprégner un mur ou un autre élément de structure, ou encore de l'eau est repoussée par la réaction chimique de prise du ciment et transporte vers les surfaces les sels dissous restants. Avec l'évaporation, l'efflorescence prend l'aspect d'un dépôt pelucheux qui peut être brossé. Ce phénomène déplace des sels qui n'entrent pas dans la composition du ciment ordinaire, il n'est donc qu'un souci esthétique et ne trahit aucune faiblesse ou malfaçon.
Pour contrôler l'efflorescence primaire, des formulations contenant des mélanges liquides huileux et acides (acide oléique et acide linéique, principalement) sont brassées dans le mélange en début de processus, couvrant les grains de sable avant l'introduction de tout mélange d'eau, de sorte que l'additif soit réparti uniformément dans tout le lot de béton.

### Efflorescence secondaire
L'efflorescence secondaire en tant que telle apparaît lors de la prise du ciment ou avec ses additifs hydratants. Elle est dans ce cas due à la présence de composés néfastes au béton comme les chlorures. Un des exemples les plus fréquents se produit avec le béton armé et renforcé destiné aussi bien aux ponts qu'aux parkings. Les solutions salines qui sont la cause de ce phénomène proviennent du sel de déneigement résiduel sur la chaussée. Absorbées par le béton, elles commencent à dissoudre la base de ciment qui est d'importance structurelle première en matière de performances mécaniques et de qualité.
Des stalactites peuvent se former dans certains cas à la suite de la dissolution du ciment et des fissures dans les structures en béton peuvent apparaître. Dès lors, l'intégrité structurelle de l'élément en béton est menacée. Il s'agit d'une plaie connue des infrastructures routières commune et un problème de maintenance des bâtiments. L'efflorescence secondaire s'apparente à une ostéoporose du béton.
Pour contrôler les effets de l'efflorescence secondaire, des additifs contenant des stéarates de calcium sous forme liquide (CSD, anglais : [aqueous-based] Calcium Stearate Dispersion) sont inclus au mélange du béton lors de l'ajout de l'eau. Dans un processus de dosage classique, le sable est d'abord chargé dans le mélangeur, puis l'adjuvant anti-efflorescence à base d'huile est brassé avec pour permettre à l'huile de recouvrir le sable. Ensuite, les agrégats grossiers, les colorants et le ciment sont ajoutés, suivis par de l'eau. Le CSD est généralement introduit à ce stade, pendant ou après l'addition de l'eau. Le CSD est une dispersion aqueuse dans laquelle de fines particules solides de stéarate de calcium sont mises en suspension dans l'eau de manière uniforme. Il est disponible dans le commerce à une granulométrie moyenne d'environ 1 à 10 micromètres. La répartition uniforme des CSD dans le mélange peut permettre l'hydrofugation de l'élément en béton, car les particules de cet adjuvant bien réparties dans les pores de l'objet perturbent voire empêchent le déplacement capillaire de l'eau.

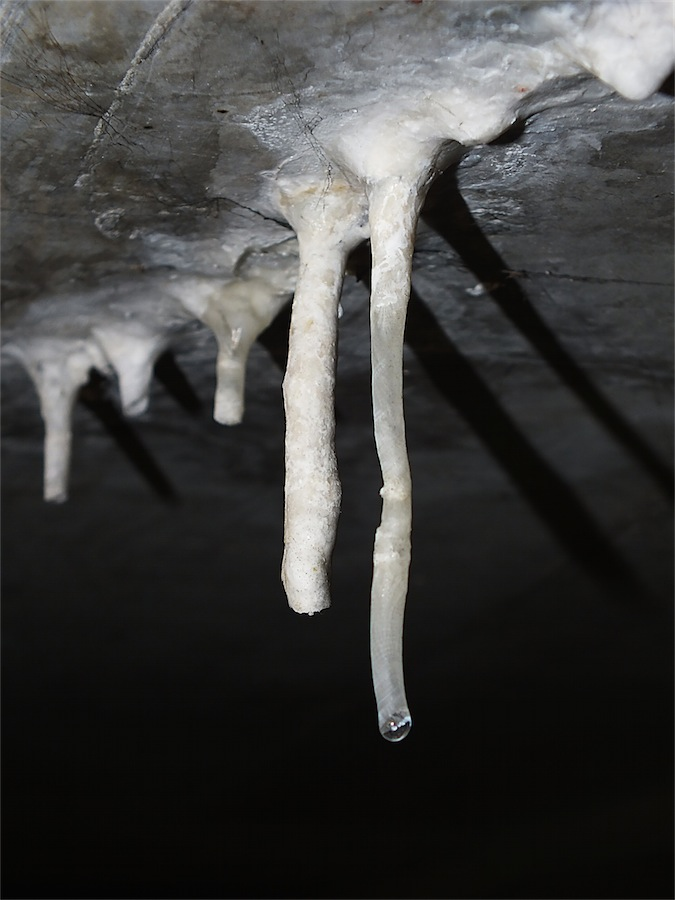
Stalactites de calthémite. Ce n'est pas de l'efflorescence.

La calthémite est un autre dépôt secondaire dérivé du béton, du mortier et du calcaire, qui peut être confondu, à tort, avec de l'efflorescence. Elle se dépose généralement sous forme de calcite, la forme polymorphe la plus stable du carbonate de calcium (CaCO3).

### Protection contre l'efflorescence
Le seul moyen d'empêcher l'efflorescence (primaire et secondaire) dans les matériaux à base de ciment est d'utiliser des adjuvants spéciaux qui réagissent chimiquement avec les impuretés à base de sel, présentes dans le béton et de les lier avec l'hydrogène (H), s'il est présent. La réaction chimique dans ces additifs spéciaux fusionne le chlorure de sodium à un niveau nanomoléculaire, le convertissant en produits chimiques non sodiques et en d'autres matières inoffensives fixées et ne migrant pas vers la surface. En fait, la taille nanotechnologique dans ces additifs peut être jusqu’à 100 000 fois plus petite que les plus petites particules de ciment, permettant à leurs molécules de traverser littéralement les minéraux de ciment ou les particules de sable et de faire partie du ciment ou du sable avec lequel elles réagissent. Et comme ils nécessitent la présence d'hydrogène, ils cessent de réagir lorsque le béton se dessèche (et commencent à réagir à nouveau lorsque le béton est exposé à l'humidité).
Il est également possible de protéger les matériaux de construction poreux, tels que la brique, le carrelage, le béton et le pavage contre les efflorescences, en traitant le matériau avec un scellant imprégnant qui repousse l'eau (hydrophobe) et pénètre suffisamment profondément dans le matériau pour garder l'eau et les sels dissous loin de la surface. Cependant, dans les climats froids où le gel est une préoccupation, un tel scellant peut entraîner des dommages dus aux cycles de gel/dégel. Bien que cette méthode assure une certaine protection contre les efflorescences, elle ne peut pas empêcher le problème de manière permanente.
L'efflorescence peut souvent être éliminée du béton en utilisant de l'acide phosphorique. Après application, la dilution acide est neutralisée avec un détergent dilué doux, puis bien rincée avec de l'eau. Cependant, si la source de pénétration de l'eau n'est pas trouvée et traitée, l'efflorescence peut réapparaître.
Les mesures courantes de protection des fers d'armature comprennent l'utilisation d'un revêtement époxy ainsi que l'utilisation d'une légère charge électrique, qui empêchent la rouille. On peut également utiliser des barres d'armature en acier inoxydable.
Certains types de ciment sont plus résistants aux chlorures que d'autres. Le choix du ciment peut donc avoir un effet important sur la réaction du béton aux chlorures.
Les hydrofuges utilisés aujourd'hui créent une barrière perméable à la vapeur. L'eau liquide, en particulier des pluies entraînées par le vent, restera hors de la brique et de la maçonnerie. La vapeur d'eau provenant de l'intérieur du bâtiment ou du dessous des pavés peut s'échapper. Cela permettra de réduire les efflorescences, les écaillages et la formation de calcaire qui peuvent se produire lorsque de l'eau est piégée à l'intérieur du substrat de briques et gèle par temps froid. Il y a des années, les hydrofuges retenaient l'humidité dans le mur de maçonnerie, créant plus de problèmes qu'ils n'en résolvaient, la condensation dans les zones de climat tempéré et chaud étant beaucoup plus problématique.

## Similitude avec lesalpêtre
Bien que les chimistes n'adhèrent pas majoritairement à cet usage, on peut entendre parler d'efflorescence de salpêtre. 
Beaucoup de points communs les rapprochent : le salpêtre est un sel hygroscopique comme le sel NaCl qui, dissous dans l'eau, se propage par capillarité, cristallise au séchage, donc à l'air (en formant parfois d'impressionnantes structures blanchâtres « velues »). La formation du salpêtre ou nitrate de potassium (KNO3) semble différer du sens de l'efflorescence communément comprise par le fait que ces nitrates ne sont pas d'origine minérale mais d'origine biologique et microbiologique (urine, fermentation, bactéries nitrifiantes) et humaine (engrais chimique). La cause de la survenue du salpêtre n'est pas dans la structure mais dans l'environnement. 

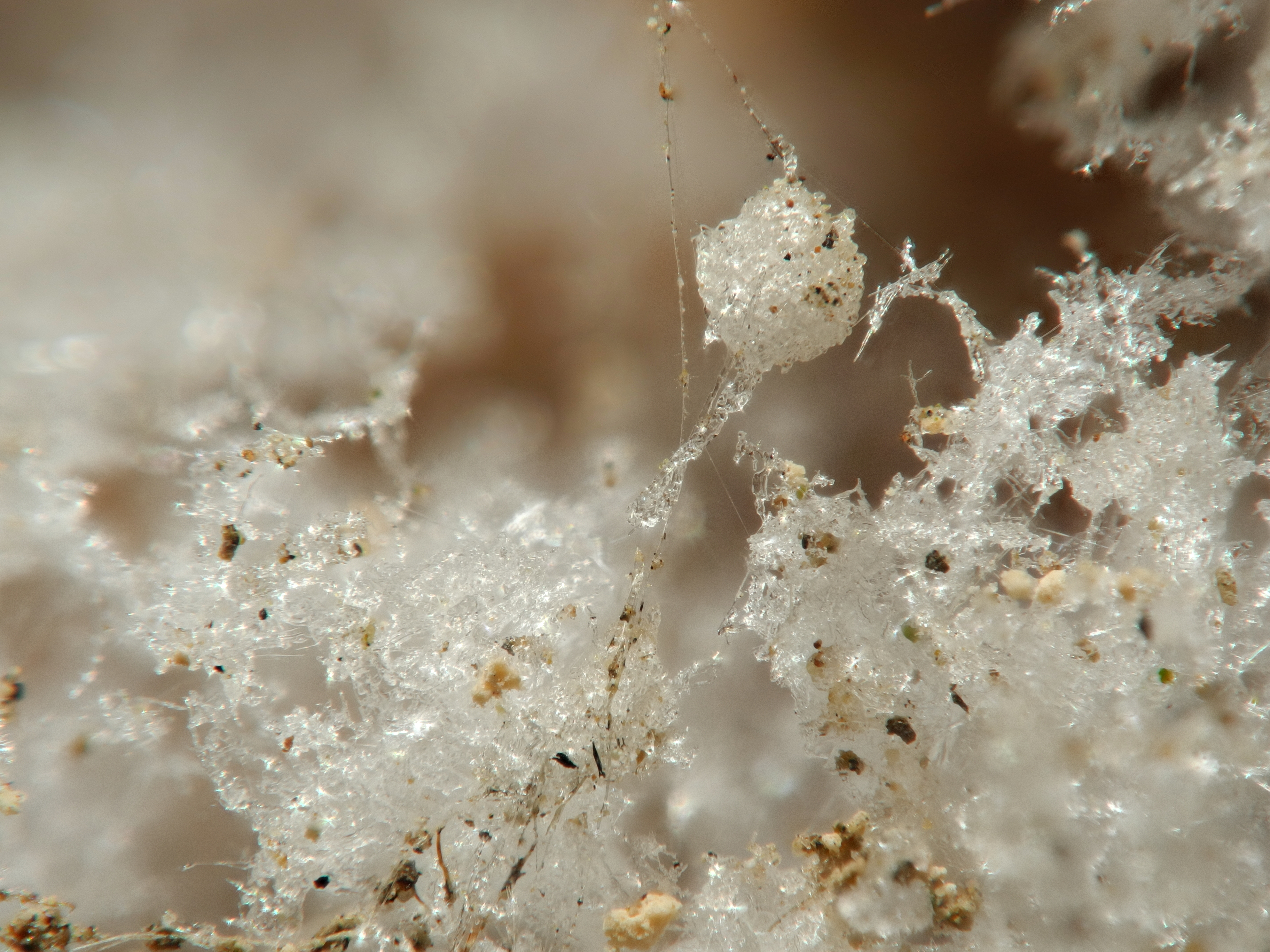
Salpêtre ou Nitrate de Potassium